# Ojo de Agua
För andra betydelser, se Ojo de Agua (olika betydelser).
Ojo de Agua är en stad i Mexiko, tillhörande kommunen Tecámac i delstaten Mexiko. Ojo de Agua ligger i den centrala delen av landet och tillhör Mexico Citys storstadsområde. Ojo de Agua är den klart största staden i kommunen, men är inte dess administrativa huvudort. 
Ojo de Agua hade 242 272 invånare vid folkmätningen 2010.